# Mesostoma curvipenis
Mesostoma curvipenis är en plattmaskart. Mesostoma curvipenis ingår i släktet Mesostoma och familjen Typhloplanidae. Inga underarter finns listade i Catalogue of Life.